# Tiocianato d'ammonio
Il tiocianato d'ammonio (o solfocianuro d'ammonio) è il sale di ammonio dell'acido tiocianico, avente formula NH4SCN.
A temperatura ambiente si presenta come un solido bianco inodore. È un composto nocivo.